# 非那佐辛
非那佐辛（商品名：Prinadol 或 Narphen）是一种含氮有机化合物，分子式C22H27NO，化学结构上与喷他佐辛类似，能作为類阿片镇痛药。